# Manuela Cañizares y Álvarez
Manuela Cañizares y Álvarez (Quito, 27 d'agost de 1769 - 15 de desembre de 1814) va ser una heroïna precursora de la independència de l'actual Equador. A la seva casa es va reunir el grup de patriotes que, la matinada del 10 d'agost de 1809, van deposar les autoritats colonials espanyoles i van instal·lar una Junta de Govern Autònoma.
El seu paper no es va limitar a ser l'amfitriona de la reunió durant la nit prèvia als aldarulls, sinó que va participar-hi activament, encoratjant i, segons els testimonis, pràcticament obligant als patriotes conjurats que es decidissin a donar el cop revolucionari a l'alba de l'endemà, quan algun va plantejar dubtes sobre la conveniència de dur-lo a terme.

## Biografia

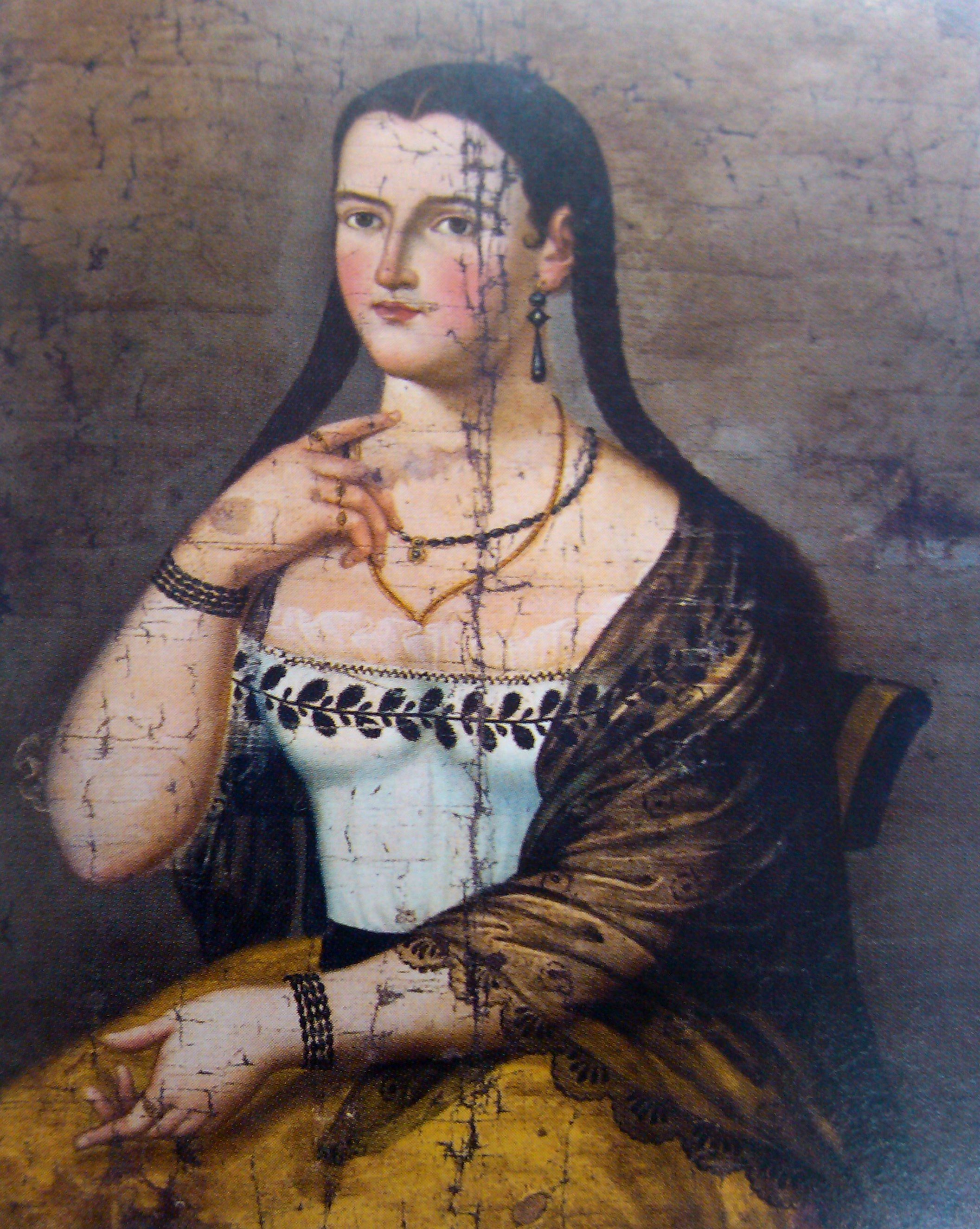
Manuela Cañizares, obra d'Antonio Andrade (circa 1799).

Va néixer el 29 d'agost de 1770 a la ciutat de Quito, en aquells moments capital de la Reial Audiència de Quito. Va ser filla de Miguel Bermúdez Cañizares, llicenciat en Dret oriünd de Popayán, i d'Isabel Álvarez y Cañizares, dama d'estrat elevat però econòmicament pobre. Va tenir tres germans: Mariano Cañizares, José Cañizares i María Cañizares, que va esmentar en el seu testament.
Se la coneixia com "La Ñata".
Malgrat pertànyer a una família distingida per part de la seva mare, la unió il·legítima dels seus pares i el fet que el seu pare no s'ocupés d'ella, la va obligar a viure una vida independent en la qual la lluita per la supervivència era la seva prioritat. Se sap que l'any 1797 vivia sola en una casa arrendada del barri de la Creu de Pedra, on va ser retratada pel pintor Antonio Andrade, en aquell moment ja deuria ser una dona notable en la societat de Quito. Al 1805, va adquirir la hisenda de Gregoria Salazar a la localitat de Cotocollao (avui en dia Ponceano), que li va costar 800 pesos i després la va tenir en lloguer a Pedro Calderón, que pagava 151 pesos anuals per ella.
Quan es va mudar a la casa parroquial, al costat de l'església del Sagrario, Manuela ja era una coneguda salonière, terme francès per descriure les dames il·lustrades que organitzaven tertúlies per discutir sobre política, literatura, ciència, arts i també les tafaneries del dia. Homes i dones de l'alta societat de Quito eren assidus visitants de la que va començar a ser coneguda com la casa del Sagrario i així com de la seva amable amfitriona. És durant aquestes reunions que va entaular amistat amb Manuel Rodríguez de Quiroga, per qui sentia una gran admiració i confiança (es diu que també amor), i que la va portar a donar suport a la causa de la Independència.

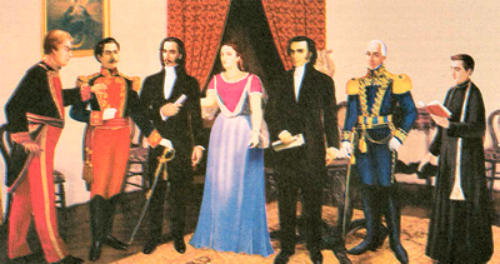
Reunió a casa de Manuela Cañizares, la nit del 9 d'agost de 1809.

Durant la nit del 9 d'agost de 1809, Manuela Cañizares es va convertir en l'amfitriona d'una reunió per 38 convidats disfressada com una de les tantes tertúlies que acostumava a organitzar per a l'alta societat de l'època, però en la qual s'organitzarien els esdeveniments per a la proclamació de la crida llibertària de Quito que tindria lloc la matinada del dia 10.
Va ser així que la nit del 9 d'agost de 1809, en circumstàncies en què els patriotes de Quito van tenir un moment de feblesa que va poder fer fracassar el moviment revolucionari, amb inusitat valor es va convertir en l'heroïna espiritual del cop, plantant-se amb determinació davant d'ells per arrenglar-los amb aquestes paraules que la van convertir en la protagonista de la història:
"Covards...! Homes nascuts per a la servitud... De què teniu por? No hi ha temps a perdre!"
Algunes setmanes més tard, quan el comte Ruiz de Castilla va recobrar el poder i es va produir la repressió militar, Manuela va haver d'amagar-se algun temps en una hisenda del Valle de los Chillos, possiblement de la noble Rosa de Montúfar (filla del marquès de Selva Alegre) o de María Ontaneda y Larraín, mentre a la ciutat s'instaurava el procés penal contra els revoltats i es demanava pena de mort també per a Cañizares.
Quan va poder tornar a la ciutat es va refugiar a casa d'uns amics, Miguel Silva i Antonia Luna, que vivien al barri de San Roque.

## Últims anys i mort
Del seu testament, datat el 27 d'agost de 1814, es coneix que els seus últims dies els va passar víctima de les seqüeles d'un accident, que era soltera, sense fills i que es guanyava la vida fent encaixos i llogant certs vestits que s'utilitzaven per a festes, i que encara mantenia la finca de Cotocollao on criava bestiar.
Els historiadors conclouen que va morir mesos després de fer el seu testament, el 15 de desembre de 1814, cosa que es pot comprovar en les escriptures de compra-venda de la seva hisenda de Cotocollao, que va ser adquirida el 1815 per Josefa Càceres per la suma de 1950 pesos. Sobre la seva mort, José Dolores Monsalve assenyala que el traspàs va ocórrer quan la Manuela estava asilada en el convent de Santa Clara de Quito, mentre que altres historiadors assenyalen que va morir estant amagada a la Valle de los Chillos.

## Homenatges
L'any 1901, el president Eloy Alfaro va fundar el primer col·legi laic d'educació femenina del país, que va dur el nom de "Manuela Cañizares" en honor de la pròcer.